# Милош Хрстић
Милош Хрстић (Војнић, 20. новембар 1955) бивши је југословенски и српски фудбалер, који је играо на позицији одбрамбеног играча. Након завршетка играчке каријере ради као фудбалски тренер.

## Каријера
Рођен 20. новембра 1955. у Војнићу. Дебитовао је у млађим категоријама Ријеке. За клуб са Кантриде је играо пуних десет година (1975-1985). Одиграо је 230 првенствених сусрета и постигао 10 голова. Са Ријеком је освојио два Купа Југославије (1978, 1979).
Као интернационалац наступа за Депортиво из Ла Коруње, који је тада био шпански друголигаш, каријеру је завршио у Олимпији из Љубљане.
У дресу репрезентације Југославије одиграо је 10 утакмица. Дебитовао је 1978. против Грчке (4:1) у Скопљу, последњи меч за национални тим играо је на Светском првенству 1982. у Шпанији против Северне Ирске (0:0). Учесник је Светског првенства 1982, као и Олимпијских игара 1980. у Москви.
По завршетку играчке каријере радио је као тренер. Водио је нижеразредне хрватске клубове, радио је у Оману, Бахреину, Уједињеним Арапским Емиратима и Кини.

## Успеси
- Ријека
  - Куп Југославије: 1978, 1979.
  - Балкански куп: 1978.